# 오야마촌 (에히메현)
오야마촌(大山村)은 에히메현 오치군에 설치된 촌이다. 